# هنگ سوم سواره‌نظام (ایالات متحده)
سواره نظام سوم (انگلیسی: 3rd Cavalry Regiment)، ۳ هنگ سوم زرهی سواره نظام ("تفنگداران شجاع")یک هنگ نظامی از ارتش ایالات متحده می‌باشد که در حال حاضر در فورت هود تگزاس مستقر است.